# Biserica „Adormirea Maicii Domnului” din Șerbăneștii de Sus, Olt
Biserica „Adormirea Maicii Domnului” din Șerbăneștii de Sus a fost sfințită în 1853, iar construcția ei a fost începută în 1851 . Biserica se află pe lista monumentelor istorice sub codul LMI: OT-II-m-B-09049 și are, drept ctitori, pe Hristodor și Despina Caracostea, bunicii dinspre tată ai academicianului Dumitru Caracostea .  